# Belanova
在音乐会

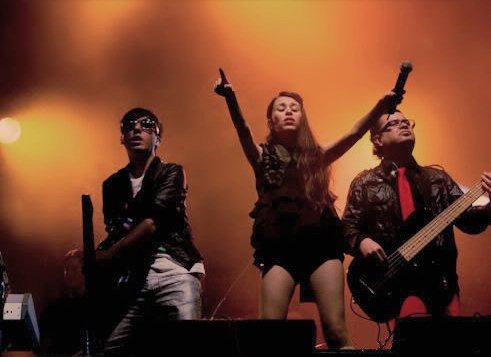
Belanova在音乐会

Belanova是墨西哥流行音乐团，组建于瓜达拉哈拉，属于环球唱片集团，成員包括Denisse Guerrero、Edgar Huerta以及Ricardo Arriola。流行乐团组建于2000年，但是在那个时候没有任何签约对象，直至2002年年同环球唱片集团签约。